# 中梁山街道
中梁山街道，是中华人民共和国重庆市九龙坡区下辖的一个乡镇级行政单位。

## 行政区划
中梁山街道下辖以下地区：
中梁山街社区、田坝村社区、协兴村社区、半山一村社区、半山二村社区、中南村社区、华岩新村社区、西铁村社区、华龙家园社区、福苑社区、康苑社区、石龙社区和华福家园社区。